# Pustike
Pustike su naseljeno mjesto u Republici Hrvatskoj u Zagrebačkoj županiji. 

## Zemljopis
Administrativno su u sastavu općine Kravarsko. Naselje se proteže na površini od 5,62 km².

## Stanovništvo
Prema popisu stanovništva iz 2011. godine u Pustikama živi 158 stanovnika. Gustoća naseljenosti iznosi 28 st./km².
| broj stanovnika | 98    | 120   | 129   | 153   | 199   | 177   | 193   | 242   | 217   | 205   | 238   | 191   | 146   | 149   | 168   | 158   | 164   |
|                 | 1857. | 1869. | 1880. | 1890. | 1900. | 1910. | 1921. | 1931. | 1948. | 1953. | 1961. | 1971. | 1981. | 1991. | 2001. | 2011. | 2021. |